# Worona (dopływ Bystrzycy)
Worona (ukr. Ворона) — rzeka na Ukrainie, w granicach rejonu nadwórniańskiego, kołomyjskiego i tyśmienickiego obwodu iwanofrankiwskiego. Prawy dopływ Bystrzycy Nadwórniańskiej w dorzeczu Dniestru.

## Opis
Długość rzeki 81 km, powierzchnia dorzecza 699 km². Szerokość doliny od 40 m do 1 km. Spadek rzeki 3,86 m/km. Na rzece znajduje się wiele progów i bystrzyc.

## Koryto
Worona bierze swój początek na południowy wschód od miasta Nadwórna. Płynie głównie na północny wschód, poniżej wsi Ottynia skręca na północ, a od miasta Tyśmienica płynie na północny zachód. Wpada do Bystrzycy Nadwórniańskiej w pobliżu wsi Podłuże i Wołczyniec, u podnóża Wzgórza Wołczynieckiego (kilka kilometrów przed połączeniem z Bystrzycą Sołotwińską, czyli miejscem, od którego mówi się już o rzece Bystrzycy).

## Dopływy
Największe dopływy: 
- lewe: Połomćkyj (Поломський), Rokytna (Рокитна), Strymba (Стримба), Studenec (Студенец)
- prawe: Welecnyca (Велесница), Stebnyk (Стебник), Opryszyna (Опришина)

## Źródła
1. Географічна енциклопедія України : у 3 т. / редколегія: О. М. Маринич (відпов. ред.) та ін. — К. : «Українська радянська енциклопедія» ім. М. П. Бажана, 1989.
2. Каталог річок України / Упорядник Г. І., Швець, Н. І. Дрозд, С. П. Левченко. — К.: Видавництво АН УРСР, 1957.